# Ruedi Homberger
Ruedi Homberger (* 13. Mai 1940 in Chur; † 6. Januar 2020 ebenda) war ein Schweizer Fotograf, Filmemacher, Extrembergsteiger, Bergführer und Gebirgspilot.

## Leben
Ruedi Homberger wuchs in Arosa auf und absolvierte im Geschäft seiner Eltern eine Lehre als Fotograf.
1966 übernahm er das Geschäft, daneben betätigte sich «Hombi», wie man ihn nannte, als Landschafts- und Bergfotograf. Über seine Berg- und Klettertouren, seine Reisen und Expeditionen in Alaska, im Pamir, Kaukasus, im Himalaya, Südamerika und den USA hielt er Vorträge in ganz Europa und publizierte mehrere Werke.
Ruedi Homberger verstarb an den Folgen des Absturzes mit seinem Kleinflugzeug am 29. Dezember 2019 bei Arosa.

## Erst- und Zweitbegehungen (Auswahl)
- 1964 Verbindungsgrat Stockhorn–Bietschhorn. Mit Erich Friedli.
- 1972 Zweitbegehung Engländerroute in der Ostwand des Piz Badile. Mit Hansjürg Wellenzohn.
- 1974 Zweitbegehung der Route Free Nardella am Piz Badile mit Toni Holdener.
- 1977 Zweitbegehung Tropfenpfeiler am Piz Badile mit Paul Muggli.

## Werke (Auswahl)
- Tektonikarena Sadona: Faszination UNESCO-Welterbe, mit Roland Gerth u. a. AS Verlag, Zürich 2018.
- Die Geologie der Alpen aus der Luft, mit Kurt Stüwe, Weishaupt Verlag, Gnas 2011.
- Arosa und das Schanfigg, mit Hans Danuser, Arosa Buchverlag, Arosa 1988.
- Arosa: ein farbiger Bildband von Ruedi Homberger, mit Andri Peer, Ra-Verlag, Rapperswil 1972.